# Dissodactylus
Genre
Dissodactylus est un genre de crabes, ses espèces sont symbiotique d'échinodermes.

## Hôtes
Les espèces de ce genre sont symbiotiques d’échinides irréguliers. Les hôtes sont des clypéastéroides, appartiennent à la famille des Mellitidae pour neuf espèces. 
Cependant l’espèce Dissodactylus primitivus est associée à des spatangoïdes : Meoma ventricosa et Plagiobrissus grandis. 
Occasionnellement, Dissodactylus crinitichelis, Dissodactylus latus et Dissodactylus mellitae peuvent s’associer à Clypeaster subdepressus ,.

## Liste des espèces par région
Espèces de l'Atlantique:
- Dissodactylus crinitichelis Moreira, 1901 (= D. encopei, Rathbun 1901)
- Dissodactylus latus Griffith, 1987
- Dissodactylus mellitae (Rathbun, 1900) (= Echinophilus mellitae, Rathbun 1900)
- Dissodactylus primitivus Bouvier, 1917 (= D. borradailei, Rathbun 1918)

Espèces du Pacifique:
- Dissodactylus glasselli Rioja, 1944
- Dissodactylus lockingtoni Glassell, 1935 (= D. smithi, Rioja 1944)
- Dissodactylus meyerabichi, Bott 1955
- Dissodactylus nitidus Smith, 1870
- Dissodactylus schmitti Griffith, 1987
- Dissodactylus xantusi Glassell, 1936

Les espèces de Dissodactylozoea sont placées dans Dissodactylus :
- Dissodactylus pelagicus (Aikawa, 1933)
- Dissodactylus pinna (Aikawa, 1933)
- Dissodactylus singularis (Aikawa, 1933)
- Dissodactylus speciosus (Aikawa, 1933)
- Dissodactylus tokyoensis (Aikawa, 1933)
- Dissodactylus unicornis (Aikawa, 1933)

Systema Brachyurorum

## Le complexe Dissodactylus-Clypeasterophilus

### Phylogénie
Dissodactylus (9 espèces) et Clypeasterophilus (4 espèces) sont étroitement liés phylogénétiquement et partageant des caractéristiques comportementales et biogéographiques.
Ce complexe compte exclusivement des espèces symbiotiques d’échinides irréguliers - ce sont en outre les seules espèces de 'Pinnotheridae symbiotiques d’échinides irréguliers - ; pour une espèce cependant (Dissodactylus schmitti), la symbiose est suspectée mais non démontrée puisque l’espèce n’est connue que par un individu isolé collecté « fortuitement ». Les hôtes concernés sont en majorité des clypéastéroides et appartiennent à la famille des Mellitidae (cas de 8 espèces de Dissodactylus) ou à celle des Clypeasteridae, et plus particulièrement au genre Clypeaster (cas des 4 espèces de Clypeasterophilus). Parmi les Dissodactylus, l’espèce D. primitivus fait figure d’exception puisqu’elle est associée à des spatangoïdes et plus particulièrement à deux espèces, Meoma ventricosa et Plagiobrissus grandis. Occasionnellement, certaines espèces de Dissodactylus de l’Atlantique (D. crinitichelis, D. latus, D. mellitae) peuvent s’associer à Clypeaster subdepressus,.

### Morphologie
Les crabes présentent des adaptations morphologiques liées à leur de mode de vie symbiotique et plus particulièrement à « l’habitat épineux » que constitue l’oursin. Ces adaptations concernent les dactyles, les chélipèdes, le céphalothorax. Les dactyles sont bifides, ce qui facilite l’accrochage aux piquants. Les chélipèdes sont à la fois coupants et broyeurs, capables de sectionner net et de broyer les piquants; ils participent aussi au maintien du crabe sur son hôte. Le céphalothorax est convexe et lisse, ce qui facilite le déplacement du crabe sur son hôte épineux; il est en outre particulièrement solide (bien calcifié à tous les stades adultes), un caractère permettant de résister à l’abrasion par les sédiments et les piquants,.

### Comportement alimentaire
La majorité des espèces du complexe Dissodactylus s’alimente en filtrant l’eau qui circule à la surface de leurs hôtes (circulation entretenue par l’hôte) ; le détail de ce mode d’alimentation n’est pas décrit. Certaines espèces sont coprophages comme Dissodactylus lockingtoni qui se nourrit des fèces produites par son hôte. D’autres espèces sont ectoparasites et prélèvent les tissus ou appendices de leurs hôtes en utilisant leurs chélipèdes; ces ectoparasites se nourrissent des podions et des pédicellaires (D. calmani), ou des piquants et du tégument (D. crinitichelis, D. mellitae, D. primitivus, D. nitidus).

### Particularités du cycle vital
La fécondité des espèces du complexe Dissodactylus (200-300 œufs/femelle) est plus faible que celle des autres espèces de Pinnotheridae (5800-8000 œufs/femelle). Le développement larvaire n’a été étudié que chez 8 des 13 espèces du complexe Dissodactylus. Ses caractéristiques sont les suivantes : un nombre de stades zoés différent en fonction des espèces et de leur localisation géographique. Ainsi, les espèces du Pacifique passent par 4 stades zoés; celles de l’Atlantique présentent 3 stades zoés à l’exception de Clypeasterophilus stebbingi qui en a 4. 
Enfin, Dissodactylus mellitae, qui se retrouve en Atlantique, présente un développement larvaire qui fluctue selon les individus : il passe par trois (87 % des cas) ou quatre stades zoés (13 % des cas) avant d’arriver au stade mégalope. Le nombre de stades zoés de l’ancêtre du complexe Dissodactylus n’est pas connu et on ne sait donc pas lequel de ces caractères est dérivé. La métamorphose du stade mégalope en stade jeune crabe est induite par l’hôte ; les symbiotes coloniseraient donc leur hôte au cours de ce dernier stade larvaire. Seule l’espèce D. primitivus pourrait faire exception à la règle car des chercheurs ont montré lors d’expériences menées en laboratoire que cette espèce se métamorphose en jeune crabe sans être en présence de son hôte.

### Particularités biogéographiques et évolutives
Les espèces du complexe Dissodactylus sont réparties de part et d’autre de l’Isthme de Panama, 6 espèces sont localisées dans le Pacifique Est (depuis la Baie de Californie jusqu’au Nord du Pérou) ; les 7 autres se retrouvent dans l’Atlantique Ouest et distribuées depuis le Massachusetts jusqu’au Brésil. Les 2 genres Dissodactylus et Clypeasterophilus comptent des espèces des 2 côtés de l’Isthme. La majorité des espèces serait apparue avant la formation de l’Isthme de Panama. Il existe cependant des espèces-sœurs situées l’une dans le Pacifique et l’autre, dans l’Atlantique dont l’évolution résulte d’une vicariance liée à la formation de l’Isthme de Panama : il s’agit des paires suivantes : D. mellitae (Atlantique) - D. glasselli (Pacifique) et D. primitivus (Atlantique) - D. schmitti(Pacifique).
Le scénario suivant est proposé pour expliquer l’évolution des espèces du complexe Dissodactylus. La forme ancestrale de Dissodactylus devait être cryptique, à la façon des crabes littoraux actuels (Parapinnixa spp et Sakaina spp) qui appartiennent au groupe-frère des Dissodactylus, qui se cachent sous les cailloux ou dans les touffes d’algues ou encore dans les tubes de polychètes (Terebellidae). On imagine que la forme ancêstrale de Dissodactylus devait se cacher sous les cailloux ou sous les oursins clypéastéroides sans faire de grandes différences entre ces deux types de cachettes. Ensuite, les crabes ont dû se réfugier préférentiellement sous les oursins qui assuraient à la fois le gîte mais aussi le couvert ! Les premiers hôtes utilisés ont sans doute été des clypéastéroïdes du genre Clypeaster: ils étaient très abondants dans les habitats infralittoraux où vivait la forme ancestrale de Dissodactylus (Oligocène). Clypeaster est un genre ancien, à distribution pantropicale, présent dans les Caraïbes et le Golfe du Mexique au cours de l’Oligocène et du Miocène. A l’apparition des Mellitidae (Miocène inférieur), les crabes ont eu à leur portée de nouveaux hôtes ; la séparation des formes ancestrales en deux clades majeurs est sans doute liée à la colonisation des Mellitidae par une forme de Dissodactylus symbiotique de Clypeaster. L’association avec des spatangues est considérée comme un caractère dérivé : elle est relativement récente et D. primitivus aurait évolué à partir d’une espèce symbiotique de Mellitidae.